# Kolonia Łazorska
Kolonia Łazorska – kolonia w Polsce położona w województwie podkarpackim, w powiecie niżańskim, w gminie Harasiuki.
W latach 1975–1998 miejscowość położona była w województwie tarnobrzeskim.